# Routot
Routot – miejscowość i gmina we Francji, w regionie Normandia, w departamencie Eure.
Według danych na rok 1990 gminę zamieszkiwały 1043 osoby, a gęstość zaludnienia wynosiła 158 osób/km² (wśród 1421 gmin Górnej Normandii Routot plasuje się na 221 miejscu pod względem liczby ludności, natomiast pod względem powierzchni na miejscu 564).